# Dálnice R7 (Kosovo)

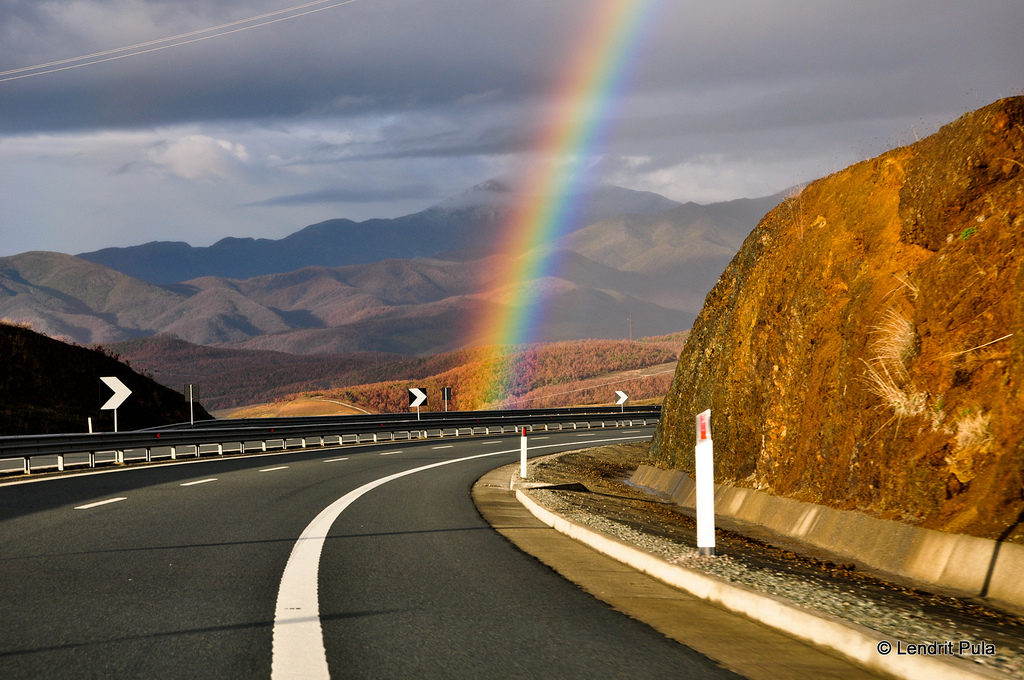
Dálnice po dokončení.

Dálnice R7 (albánsky Autostrada R7, srbsky Autoput R7), někdy též uváděná jako Dálnice Ibrahima Rugovy (albánsky Autostrada Ibrahim Rugova) je dálnice v Kosovu. Spojuje Prištinu s Prizrenem a Albánií u hraničního přechodu Vrbnica (albánsky Vërmicë). Dálnice je dlouhá 129,8 km a je nejdelší na území Kosova.
Jedná se o dálnici evropského typu s dvěma jízdními pruhy v každém směru. Její strategický význam spočívá ve vytvoření moderního dopravního tahu mezi Kosovem a sousední Albánií.

## Historie
Dálnice byla vybudována až po vyhlášení nezávislosti Kosova. Její výstavba byla zahájena roku 2007 a dokončena byla o tři roky později.
Celý projekt byl původně rozdělen do devíti stavebních úseků. V roce 2009 bylo poprvé vybráno sedm stavebních společností do užšího okruhu možných kontraktorů, těmi se staly: Strabag (Rakousko), Alpine (Rakousko), Porr (Rakousko), Pizzarotti (Itálie), Terna (Řecko), Marykol (Turecko) a Bechtel & Enka, který vyhrál většinu kontraktů a postavil většinu dálnice. Na stavbě se podílelo na 1500 dělníků, většinou z Kosova.

## Trasování
Dálnice začíná v Prištině, odkud vede na západ přes Kosovo Polje k mezinárodnímu letišti, pevnosti Ariljača a dále na západ do hornatého regionu Drenica.
Zhruba v polovině své trasy se odpojuje rychlostní komunikace M-9, která zajišťuje spojení Peći s Prištinou. Poté vede na jih do údolí řeky Miruša a k městu Suva Reka a dále k Prizrenu, který obchází silničním obchvatem ze západní strany. Nakonec končí na státní hranici s Albánií při vzdutí první z nádrží drinské kaskády.